# منزل الحلاول (المخادر)

تعديل مصدري - تعديل

منزل الحلاول محلة تابعة لقرية منزل حسن، التابعة لعزلة الشرف بمديرية المخادر إحدى مديريات محافظة إب في الجمهورية اليمنية، بلغ تعداد سكانها 63 حسب تعداد اليمن لعام 2004.